# Maine State Legislature

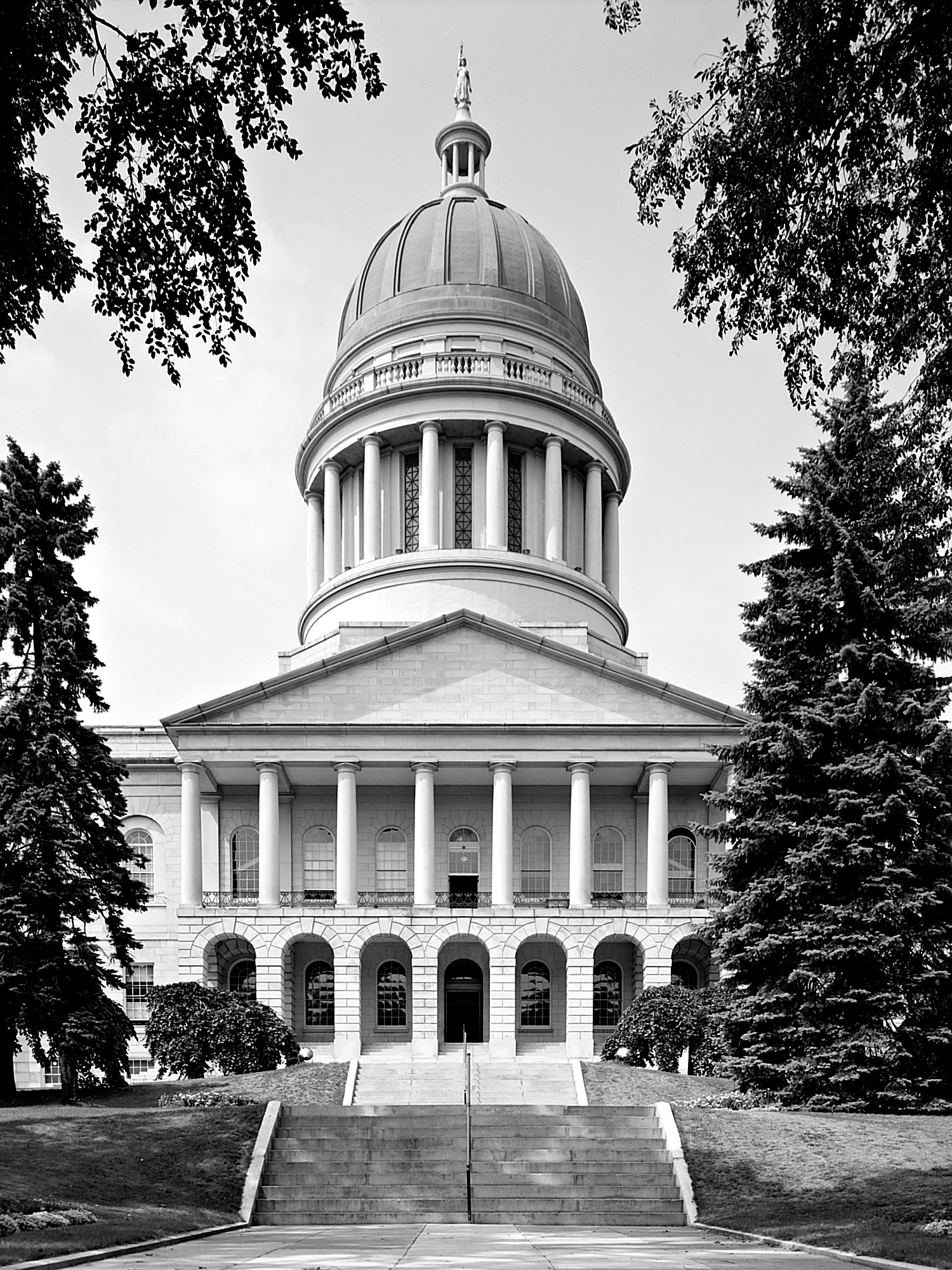
Die State Legislature tagt im Maine State House

Die Maine State Legislature ist die State Legislature und damit die Legislative des US-Bundesstaats Maine und wurde durch die staatliche Verfassung 1820 geschaffen. Sie besteht aus dem Repräsentantenhaus von Maine, das als Unterhaus fungiert, sowie dem Senat von Maine als Oberhaus. Die State Legislature tagt im Maine State House in Augusta, das auch Sitz des Gouverneurs und seines Stellvertreters ist.
Das Repräsentantenhaus besteht aus 151 Mitgliedern, der Senat aus 35. Beide Kammern werden für zwei Jahre gewählt. Der Wahltag fällt mit dem des Bundeskongresses zusammen.
Wählbar sind US-Bürger, die seit mindestens einem Jahr in Maine und mindestens drei Monate im entsprechenden Wahlbezirk leben. Das Mindestalter beträgt 25 Jahre für den Senat, 21 Jahre für das Repräsentantenhaus.
Die National Conference of State Legislatures (NCSL) ordnet die State Legislature von Maine als Teilzeitparlament „lite“ ein. Mit einer Vergütung von 14.862 USD für die erste und 10.582 USD für die zweite reguläre Sitzungsperiode und bis zu 70 USD pro Sitzungstag (2020) liegen die Abgeordneten im unteren Bereich der Staatsparlamentarier.